# Moderní gymnastika

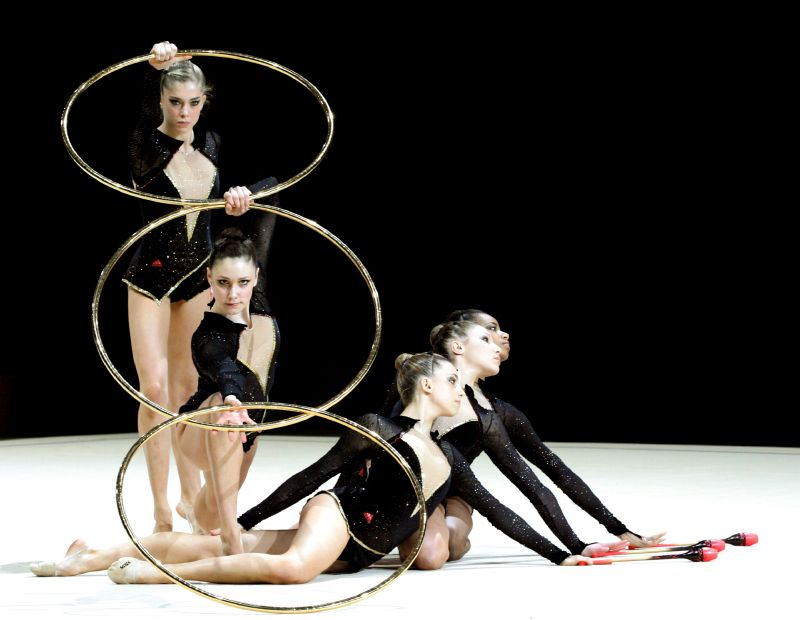
Moderní gymnastky, cvičení družstva s obručemi a kužely

Moderní gymnastika je sport, který kombinuje prvky baletu, gymnastiky, divadelního tance a akrobacie a to jak s náčiním, tak bez něj. Náčiním se rozumí švihadlo, obruč, míč, kužele a stuha. Ze společných skladeb moderní gymnastiky se vyvinula estetická skupinová gymnastika, kterou nejen v Japonsku cvičí také muži.
Moderní gymnastika se stala olympijským sportem v roce 1984. První titul olympijské vítězky z těchto Letních olympijských her 1984 her v Los Angeles získala Kanaďanka Lori Fungová. Společné skupinové skladby se na olympijských hrách poprvé představily na Letních olympijských hrách 1996 v Atlantě, kde vyhrála skladba Španělska.
Gymnastky začínají trénovat obvykle od velmi mladého věku a svého vrcholu často dosahují již před dvacátým rokem. Tento způsob tréninku a soutěží vede k časté kritice, neboť špatným tréninkem může dojít k přetěžování kloubů a bývalým vrcholovým sportovcům může později způsobit zdravotní problémy.

## Základní pravidla
Rozměry závodní plochy: koberec 13 x 13. Maximální bodové hodnocení výkonu je 30 bodů.
Výkon hodnotí skupiny rozhodčích:
- 4–5 rozhodčí na provedení (E) 5 rozhočích pro MS a OH – hodnotí se technika + artistika
- 4 rozhodčí na obtížnost (D)

Sestavy obsahují předepsaný počet prvků bez náčiní a s náčiním, které jsou předepsány na oficiálním formuláři. Závodí se v kategorii jednotlivkyň a to ve čtyřboji (2 roky vždy předepsaná 4 náčiní), trojboji (3 náčiní) a ve společných skladbách. Dříve se dával zápis ke každé sestavě (pouze u volného programu), avšak nyní se už zápisy dávat nemusí. (platné od ledna 2017)

## Náčiní
- Míč – 400 g, průměr: 18–20 cm
- Obruč – 300 g, průměr: 80–90 cm
- Švihadlo – délka švihadla podle výšky gymnastky

- Kužele – 150 g, délka: 40–50 cm
- Stuha – šířka: 4–6 cm; max. délka: 6 m s tyčkou – 50–60 cm; průměr tyčky: 1 cm (tyč se používala dříve, dnes už se nepoužívá)

Často používané značky:
MÍČ-sasaki, pastorelii, chacott,
OBRUČ-pastorelli, ŠVIHADLO-pastorelli, sasaki, KUŽELE-chacott, pastorelli, sasaki, STUHA-pastorelli, sasaki, chacott
každá gymnastka je také povinna mít na nohách tzv. ťapky nebo špičky, pokud je nemá, je povinna cvičit bosa.
špičky/ťapky-pastorelii, sasaki, chacott, venturelli a spoustu dalších.

## Soutěže

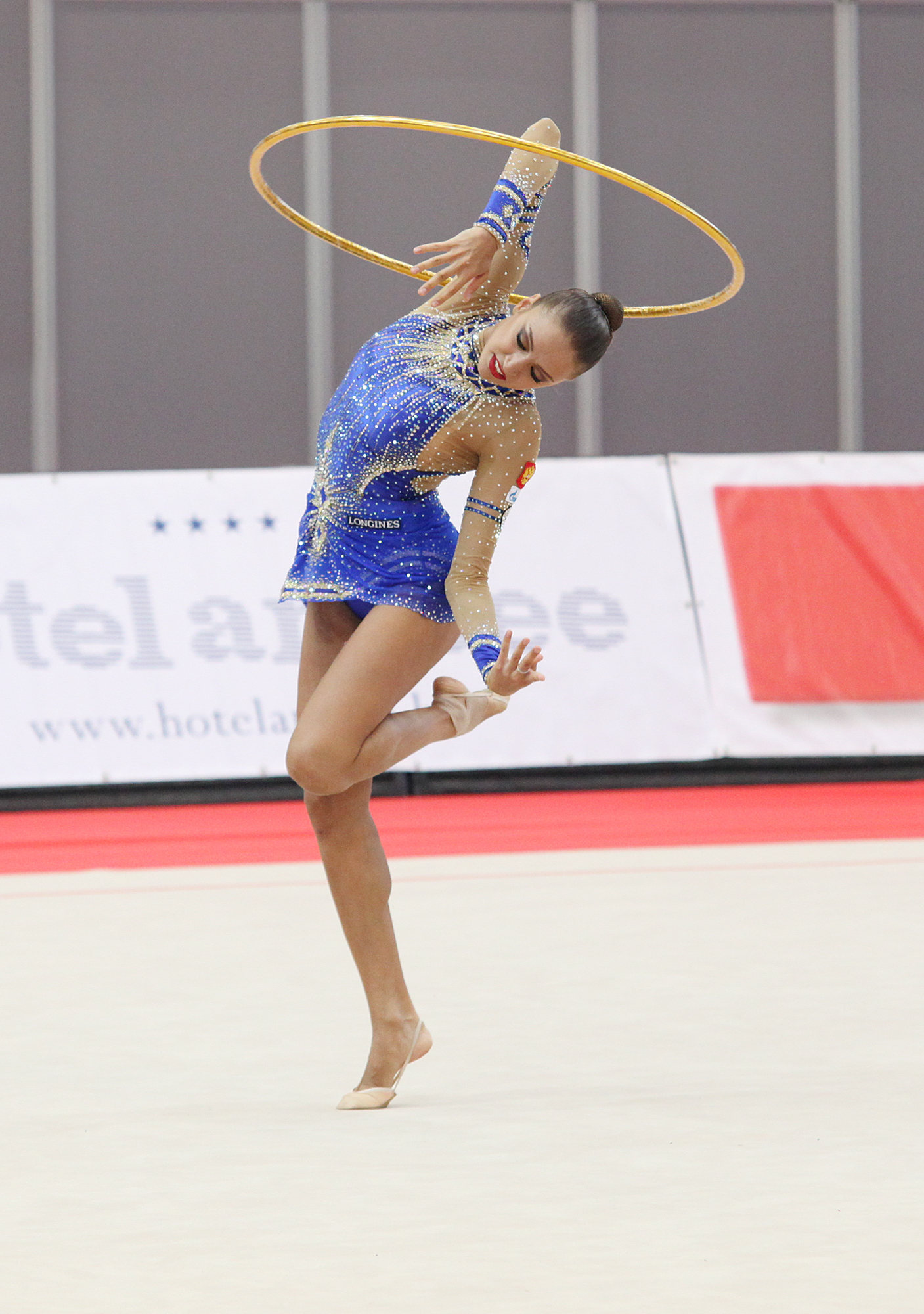
Ruská moderní gymnastka Jevgenija Kanajevová, dvojnásobná držitelka olympijského zlata

Vrcholnou soutěží moderní gymnastiky jsou Olympijské hry a Mistrovství světa v moderní gymnastice. Mezi další významné mezinárodní soutěže se řadí Mistrovství Evropy v moderní gymnastice, Světový pohár a Grand Prix, jehož jedno kolo se koná od roku 2006 také v České republice.
Mezinárodní soutěže jsou rozděleny mezi Juniorky (do patnácti let) a Seniorky (dívky od šestnácti let).
Soutěží se buď v jednotlivkyních, anebo v pětičlenných družstvech. Jednotlivkyně soutěží ve čtyřboji ve volných sestavách s náčiním. Společné skladby seniorek mají vždy jednu sestavu se stejným náčiním a jednu sestavu s kombinací náčiní (vždy dvě gymnastky mají jiné náčiní než ostatní tři).
V České republice je kalendářní rok rozdělen na jarní sezónu závodů jednotlivkyň a podzimní sezónu, která je určená závodům společných skladeb.
Nejvyšší českou soutěží je Mistrovství České republiky, které se pro většinu kategorií koná jednou za rok. Některé kategorie nemají vypsané mistrovské závody a končí na úrovni Oblastních přeborů.

## Hodnocení
Hodnocení je v tomto sportu předmětem řady sporů, protože se v něm odrážejí subjektivní názory porotce, který tak má prostor ovlivnit soutěž. V hodnocení se sčítají tři hodnoty udělované za provedení, technickou obtížnost a umělecký dojem. Právě složka uměleckého dojmu je velmi subjektivní záležitost. Jelikož některá hodnocení se výrazně odlišovala, a to i na mezinárodních soutěžích, snaží se Mezinárodní gymnastická federace tuto složku omezit.
Před rokem 2001 byla stupnice ohodnocení do deseti bodů, v tomto roce došlo k první reformě bodového systému. Tato reforma však nebyla úspěšná a nepovedlo se nastavit ji tak, aby zachovala volnost soutěží a zároveň minimalizovala nadržování rozhodčích, proto se v roce 2003 celý bodový systém změnil na třicetibodový. Ani tato změna nepřinesla žádoucí výsledky a Mezinárodní gymnastická federace čelila poměrně těžké kritice, to vedlo k tomu, že v roce 2005 byl systém změněn na dvacetibodový. Ani tento systém nepřinesl přílišné změny a očekává se, že přijdou změny omezující vliv uměleckého dojmu. Tato složka je ovšem pro moderní gymnastiku poměrně důležitá a nelze ji podceňovat. Od roku 2009 je celý systém opět změněn na třicetibodový.
Japonská verze mužské moderní gymnastiky má desetibodový systém ohodnocení a samotné Japonsko hostovalo první mužský světový šampionát v roce 2003, kterého se účastnily týmy z Kanady, Koreje, Malajsie a Spojených států.

## Instituce
Hlavní správní institucí je Mezinárodní gymnastická federace (francouzsky Fédération Internationale de Gymnastique, zkráceně FIG), která byla založena v roce 1881 a která zahrnuje všechny gymnastické disciplíny.
V Evropě moderní gymnastiku organizuje Evropská gymnastická unie (francouzsky Union Européenne de Gymnastique, zkráceně UEG).
Českou moderní gymnastiku zastřešuje občanské sdružení Český svaz moderní gymnastiky, které sídlí v Praze. Jeho počátky sahají do roku 1963, kdy vznikl Svaz umělecké gymnastiky v Československu. Svaz organizuje přebornické a mistrovské závody na území ČR a vytváří podmínky pro státní sportovní reprezentaci a činnost oddílů moderní gymnastiky. V České republice bylo v roce 2011 registrováno 91 oddílů.

## Historie
Moderní gymnastika je postavena na myšlenkách I. G. Noverra (1722–1810), Francois Delsarta (1811–1871) a R. Boda (1881), kteří věřili ve vyjádření pocitů a myšlenek skrze pohyby lidského těla. Peter Henry Ling v 19. století tuto myšlenku propracoval a tak vznikl Švédský systém volných cvičení. O další rozšíření se zasloužila Catherine E. Beecherová, která v roce 1837 založila Západní Ženský Institut v Ohiu. V jejím gymnastickém programu zvaném půvab bez tance, předváděli mladé ženy pohyby na hudbu.
V roce 1880 Švýcar Emil Dalcroze rozvinul eurytmiku brzy poté George Demeny z Francie vytvořil cvičení k hudbě, která byla navržena ke zvýšení ladnosti pohybů, větší ohebnosti těla a dobrému postoji. Všechny tyto styly byly okolo roku 1900 zkombinovány do Švédské školy moderní gymnastiky a později do ní byli přidány i taneční prvky z Finska. V této době Estonka Ernest Idla definovala míru obtížnosti pro každý pohyb. V roce 1929 založil Henrich Medau v Berlíně školu pro trénink gymnastů v moderní gymnastice a rozšíření použití cvičebních pomůcek.
FIG uznala tuto disciplínu v roce 1961. První Světové šampionáty pro individuální gymnasty se konaly v roce 1963 v Budapešti, první skupinové mistrovství světa se konalo v Kodani roku 1967. Na program Olympijských Her byla moderní gymnastika zařazena v Los Angeles roku 1984.